# 정하연
정하연(鄭夏淵, 본명: 정연, 1944년 4월 20일 ~ )은 대한민국의 방송 작가이다.

## 학력
- 용산고등학교 졸업[3]
- 연세대학교 국어국문학과 중퇴

## 생애
1944년 4월 20일 황해도 안악에서 태어났다. 고등학교 때 머리카락을 기르고 싶은 마음에 연극반 활동을 했지만 대사를 외우지 못해 연기를 포기했다. 고등학교 졸업 후 연세대학교에 입학해 연극반 연희극예술연구회(現 연세극예술연구회)에 들어갔다. 대학교를 중퇴하고 만 24세이던 1968년 서울신문 신춘문예에 희곡 《산울림》이 당선되고, 세대지에서 장막희곡 《무지개 쓰러지다》로 신인상을 수상했다. 이듬해에는 경향신문사에서 주관한 희곡 공모전에서 장막희곡 《환상살인》이 당선되었다. 이후 영화 시나리오와 라디오 드라마 극본을 거쳐 텔레비전 드라마 극본을 집필했다.
1987년까지 활동하다가, 민주화 항쟁 등을 거치며 세상이 바뀌었다고 하는데 돌아보니 자신은 한 일이 아무것도 없고 새로운 시대에는 새로운 인물이 나서야 한다는 생각에서 절필하기로 마음먹고 1988년 가족들이 살고 있는 미국으로 떠났다. 2년만에 한국으로 돌아와 1990년에 시드니 셸던의 소설 《천사의 분노》를 극화한 《사랑의 종말》로 작가 활동을 재개했다. 이후 1995년에 첫 사극 《장녹수》를 시작으로 《조광조》, 《왕과 비》, 《명성황후》 등을 히트시키며 대중에게 사극 작가의 인상을 강하게 남겼다. 2003년 자신의 옛 드라마 《아내》를 리메이크했다. 같은 해 EBS 문화사 드라마 시리즈 1탄으로 《명동백작》을, 2005년에 3탄으로 《지금도 마로니에는》을 내놓았다. 이후 2005년 고려 시대를 다룬 사극 《신돈》, 2008년 한중 합작 드라마 《상하이 브라더스》, 멜로 드라마 《달콤한 인생》, 재벌가의 욕망을 다룬 《욕망의 불꽃》 등을 집필하였다.
그는 이환경(李煥慶)과 함께 2000년대 대한민국 정통대하사극 작가의 명불허전(名不虛傳)으로 손꼽히는 작가이다. 그의 딸은 연기자 정요숙이다.

## 집필 활동

### 텔레비전 드라마
| 연도 | 제목                                         | 방송사 | 역할       | 참고         |
| ---- | -------------------------------------------- | ------ | ---------- | ------------ |
| 1977 | 전설의 고향 - 웃지 않는 세 정승              | KBS    | 극본       | 1부작        |
| 1978 | 겨울바다 갈매기들                            | KBS    | 극본       | 5부작        |
| 1978 | 전설의 고향 - 젊어지는 샘                    | KBS    | 극본       | 1부작        |
| 1978 | 전설의 고향 - 여우의 사랑                    | KBS    | 극본       | 1부작        |
| 1978 | 귀향                                         | KBS    | 극본       | 31부작       |
| 1979 | 문예극장 - 날개                              | KBS    | 각색       | 1부작        |
| 1979 | 물무늬                                       | KBS    | 극본       |              |
| 1980 | TV 문학관 - 을화                             | KBS2   | 각색       | 1부작        |
| 1981 | TV 문학관 - 횃불                             | KBS2   | 각색       | 1부작        |
| 1981 | 형사 - 더러운 손                             | KBS1   | 극본       | 1부작        |
| 1981 | 민들레                                       | KBS2   | 극본       |              |
| 1981 | 축제의 노래                                  | KBS2   | 극본       | 1부작        |
| 1981 | TV 문학관 - 도요새에 관한 명상               | KBS2   | 각색       | 1부작        |
| 1982 | TV 문학관 - 소문의 벽                        | KBS1   | 각색       | 1부작        |
| 1982 | 내일은 태양                                  | KBS1   | 극본       | 1부작        |
| 1982 | TV 문학관 - 마(馬)                           | KBS1   | 각색       | 1부작        |
| 1982 | TV 문학관 - 10초 F                           | KBS1   | 각색       | 1부작        |
| 1982 | 아내                                         | KBS2   | 극본       | 14부작       |
| 1983 | TV 문학관 - 금시조                           | KBS1   | 각색       | 1부작        |
| 1983 | 산유화                                       | KBS2   | 극본       | 179부작      |
| 1983 | TV 문학관 - 누가 백조를 쏘았는가             | KBS1   | 각색       | 1부작        |
| 1983 | TV 문학관 - 와룡선생 상경기                  | KBS1   | 각색       | 1부작        |
| 1983 | TV 문학관 - 묵시                             | KBS1   | 각색       | 1부작        |
| 1984 | TV 문학관 - 타인의 얼굴                      | KBS1   | 원작       | 1부작        |
| 1984 | 드라마게임 - 아버지                          | KBS2   | 극본       | 1부작        |
| 1984 | TV 문학관 - 망향                             | KBS1   | 각색       | 1부작        |
| 1984 | 드라마게임 - 모계가족                        | KBS2   | 극본       | 1부작        |
| 1984 | 드라마게임 - 가족                            | KBS2   | 극본       | 1부작        |
| 1984 | TV 문학관 - 머무를 수 없는 여자              | KBS1   | 각색       | 1부작        |
| 1984 | 두 아버지                                    | KBS1   | 극본       | 1부작(2시간) |
| 1984 | 드라마게임 - 새엄마                          | KBS2   | 극본       | 1부작        |
| 1984 | 가족                                         | KBS2   | 극본       |              |
| 1984 | 백조부인                                     | KBS2   | 극본       |              |
| 1985 | TV 문학관 - 천국에서 온 광대                 | KBS1   | 각색       | 1부작        |
| 1985 | 초원에 뜨는 별                               | KBS2   | 극본       | 38부작       |
| 1986 | 달맞이꽃                                     | KBS1   | 극본       | 1부작        |
| 1986 | 이화에 월백하고                              | KBS2   | 극본       |              |
| 1987 | TV 문학관 - 겨울바다 갈매기                  | KBS1   | 극본       | 1부작        |
| 1987 | 베스트셀러극장 - 세월의 너울                 | MBC    | 극본       | 1부작        |
| 1987 | 드라마게임 - 어떤 모정                       | KBS2   | 극본       | 1부작        |
| 1987 | 야호                                         | MBC    | 극본       | 8부작        |
| 1987 | TV 문학관 - 눈보라                           | KBS1   | 각색       | 1부작        |
| 1987 | 베스트셀러극장 - 오렌지 향기는 바람에 날리고 | MBC    | 원작, 극본 | 1부작        |
| 1987 | 산하                                         | MBC    | 극본       | 8부작        |
| 1987 | 베스트셀러극장 - 원색의 거리                 | MBC    | 원작, 극본 | 1부작        |
| 1990 | 사랑의 종말                                  | MBC    | 극본       | 31부작       |
| 1990 | 춤추는 가얏고                                | MBC    | 극본       | 16부작       |
| 1991 | 3일의 약속                                   | KBS2   | 극본       | 50부작       |
| 1991 | 고독의 문                                    | SBS    | 극본       | 135부작      |
| 1992 | 드라마게임 - 보통 아버지                     | KBS2   | 극본       | 2부작        |
| 1992 | 모래 위의 욕망                               | SBS    | 극본       | 50부작       |
| 1994 | 역사 앞에서                                  | KBS1   | 각색       | 2부작        |
| 1994 | 성냥갑 속의 여자                             | SBS    | 극본       | 118부작      |
| 1995 | 장녹수                                       | KBS2   | 극본       | 52부작       |
| 1995 | 홀로 된다는 것                               | SBS    | 극본       | 2부작        |
| 1995 | 여울                                         | KBS2   | 극본       | 96부작       |
| 1996 | 조광조                                       | KBS2   | 극본       | 52부작       |
| 1997 | 욕망의 바다                                  | KBS2   | 극본       | 56부작       |
| 1998 | 왕과 비                                      | KBS1   | 극본       | 186부작      |
| 2001 | 명성황후                                     | KBS2   | 극본       | 124부        |
| 2003 | 아내                                         | KBS2   | 극본       | 52부작       |
| 2004 | 명동백작                                     | EBS    | 극본       | 24부작       |
| 2005 | 지금도 마로니에는                            | EBS    | 극본       | 32부작       |
| 2005 | 신돈                                         | MBC    | 극본       | 61부작       |
| 2008 | 상하이 브라더스                              | DRAMAX | 극본       | 20부작       |
| 2008 | 달콤한 인생                                  | MBC    | 극본       | 24부작       |
| 2010 | 욕망의 불꽃                                  | MBC    | 극본       | 50부작       |
| 2011 | 인수대비                                     | JTBC   | 극본       | 60부작       |
| 2013 | 궁중잔혹사 - 꽃들의 전쟁                     | JTBC   | 극본       | 50부작       |
| 2018 | 손 꼭 잡고, 지는 석양을 바라보자             | MBC    | 극본       | 32부작       |

### 영화
| 연도 | 제목                                | 역할 | 참고 |
| ---- | ----------------------------------- | ---- | ---- |
| 1971 | 애인교실                            | 윤색 |      |
| 1971 | 어느 사랑의 이야기                  | 각본 |      |
| 1972 | 아들 딸 찾아 천리길                 | 각색 |      |
| 1974 | 서울의 연인                         | 각색 |      |
| 1974 | 그건 너                             | 각본 |      |
| 1975 | 타인의 숨결                         | 각본 |      |
| 1975 | 안나의 유서                         | 각본 |      |
| 1976 | 목마와 숙녀                         | 각본 |      |
| 1976 | 진짜 진짜 미안해                    | 원작 |      |
| 1977 | 영광의 9회말                        | 각본 |      |
| 1979 | 사랑이 깊어질 때 - 나는 77번 아가씨 | 원작 |      |
| 1979 | 어느 여대생의 고백                  | 각본 |      |
| 1981 | 만추                                | 각색 |      |
| 1982 | 열애                                | 원작 |      |
| 1983 | 아내                                | 원작 |      |
| 1987 | 요화 어을우동                       | 윤색 |      |

### 라디오 드라마
- 《오렌지 향기 바람에 날리고》
- 《차디찬 꽃잎의 입맞춤》
- 《비탈에 선 연인들》
- 《내 몸에 악마가 있다》
- 《나는 77번 아가씨》

### 소설
- 1979 《MBC 라디오 드라마 - 오렌지 향기 바람에 날리고》
- 1979 《MBC 라디오 드라마 - 차디찬 꽃잎의 입맞춤》
- 1979 《MBC 라디오 드라마 - 비탈에 선 연인들》
- 1979 《탱고가 흐르는 강》
- 1980 《MBC 라디오 드라마 - 내 몸에 악마가 있다》
- 1980 《원색의 거리》
- 1982 《열애》
- 1982 《아내》
- 1989 《맨하탄의 노랑둥이》
- 1993 《모래 위의 욕망》
- 1994 《황토마루》
- 1995 《포틴케이》
- 1995 《컴퓨터 게임을 하는 달라이 라마》
- 1997 《욕망의 바다》
- 2008 《달콤한 인생》

## 수상
- 1973년 동아연극상 희곡상
- 1973년 백상예술대상 희곡상
- 1999년 KBS 연기대상 작가상 《왕과 비》
- 2000년 제12회 한국방송프로듀서상 작가상

## 참고 사항
- 《왕과 비》 전작인 《용의 눈물》 집필을 의뢰받았으나 거절했다.[7]
- 《조광조》에 앞서 정난정과 황진이 이야기를 구상할 계획이었으나[8] 무산된 바 있었는데, 해당 드라마 때문에 줄곧 집필을 맡아 온[9] KBS 2TV 아침 TV 소설 《여울》에서 도중 하차했다.
- 자신이 쓴 사극인 《조광조》, 《왕과 비》, 《명성황후》 등에 손창민을 캐스팅하려 했으나 본인이 모두 고사했으며 결국 《신돈》을 통해 손창민을 섭외할 수 있었다.[10]
- 1997년 방영 예정이었던 24부작 《제이슨 리》의 집필자(TV판)로 낙점된 바 있었다.[11] <제이슨 리>는 1940년대 알 카포네와 어깨를 겨루며 미국 암흑가를 주름잡은 전설의 한국인 마피아 제이슨 리의 일대기를 다룬 작품으로, 영화판은 1997년 3월 크랭크인하여 같은 해 추석 개봉할 예정이었다. 드라마판 <제이슨 리>는 영화 촬영을 마친 후 TV용으로 대본작업을 다시 하여 다른 스태프와 출연진으로 제작해 같은 해 연말 SBS에서 방송될 예정이었다. 그러나 당시 덮친 IMF 한파의 영향과[12] 투자자를 못 구해 합작영화와 SBS 편성이 동시 불발되었다.